# Rasskazovka (stanice metra v Moskvě)
Rasskazovka (rusky Рассказовка) je stanice moskevského metra na Kalininsko-Solncevské lince, která byla zprovozněna dne 30. srpna 2018 v rámci úseku Ramenki - Rasskazovka. Je pojmenována po osadě, v blízkosti které se nachází. 

## Charakter stanice
Stanice Rasskazovka se nachází v městském okresu Vnukovskoje (Внуковское) podél Borovského šosse (Боровское шоссе) u jeho křížení s ulicí Korněja Čukovskogo (Улица Корнея Чуковского) v blízkosti stejnojmenné osady i mikrorajonu Peredělkino Bližněje. Stanice disponuje dvěma podzemními vestibuly s východy na obou stranách Borovského šosse. Na sever od této magistrály probíhá výstavba velkého dopravně-přestupního uzlu Rasskazovka, který v sobě bude zahrnovat multifunkční obchodní centrum, okresní úřad, obytné plochy, školku, školu a zastávky veřejné dopravy, přičemž v budoucnu bude zahrnovat i zastávku linky rychlodrážních tramvají, která povede k zastávce MCD-4 Mičurinec, zastávce MCD-2 Butovo a administrativnímu centru Kommunarky.  
Na prostranství u stanice byl postaven pomník, který se skládá ze dvou částí. První je sochařská kompozice zobrazující tuneláře (stavitele metra) a spisovatele sedícího na lavičce z kolejnic a druhou je fragment rotoru tunelového vrtného komplexu Natalija, který mimo jiné stavěl tunely pro tuto stanici. 
Na základě názvu stanice (rasskaz (рассказ) znamená v ruštině příběh), názvů okolních ulic, které nesou jména Čukovského, Achmatovové, Pasternaka i dalších ruských spisovatelů 20. století, a skutečnosti, že v blízké vesnici Peredělkino se nacházel Dům tvorby Svazu spisovatelů SSSR byla stanice postavena v kombinaci stylu art-deco a klasické čítárny ve veřejné knihovně. Sloupy zdobené tak, aby vypadaly jako kartotéky. Každá jednotlivá "zásuvka" kartotéky je popsána jménem spisovatele a opatřena QR kódem, s pomocí kterého si může každý do svého mobilního zařízení stáhnout díla daného autora. Podlaha stanice je provedena v podobě kosočtvercového šachovnicového vzoru ze dvou druhů žuly: tmavě šedé s bílou a světle šedé s bílou. Stěny kolejí jsou obloženy metalokeramickými panely s nákresy v podobě hřbetů knih a přepážky s lavicemi umístěné mezi sloupy jsou vyzdobeny citáty slavných osobností. Nástupiště je osvětleno lampami pravidelného geometrického tvaru, sporní části sloupů a názvy stanice na stěnách jsou taktéž podsvícené. 